# Anathetis diversa
Anathetis diversa là một loài bướm đêm trong họ Noctuidae.